# Tajniacy (gra)
Tajniacy  (ang. Codenames) – gra karciana wydana w 2015 roku przez czeskie wydawnictwo Czech Games. Gra została laureatem nagrody Spiel des Jahres 2016 oraz Gra Roku 2016. Tajniacy zajmują drugie miejsce w rankingu gier imprezowych serwisu BoardGameGeek. 

## Zasady gry
Na stole rozkładamy karty z 25 wyrazami. Gracze dzielą się na dwie drużyny i każda z nich wybiera kapitana. Zadaniem kapitanów jest poinformowanie członków drużyny o położeniu odpowiednich kart. Mogą to zrobić korzystając wyłącznie z jednego wyrazu. Drużyna, która jako pierwsza odgadnie wszystkie wyrazy wygrywa grę.

## Nagrody
- Spiel des Jahres 2016 – wygrana
- Gra Roku 2016 – wygrana[1]
- Deutscher Spiele Preis 2016 – drugie miejsce